# Рекіта (Караш-Северін)
Рекіта (рум. Răchita) — село у повіті Караш-Северін в Румунії. Входить до складу комуни Шопоту-Ноу.
Село розташоване на відстані 338 км на захід від Бухареста, 57 км на південь від Решиці, 119 км на південний схід від Тімішоари.

## Населення
За даними перепису населення 2002 року у селі проживали 167 осіб, усі — румуни. Усі жителі села рідною мовою назвали румунську.